# 우산나물
우산나물은 국화과의 여러해살이풀이다. 삿갓나물이라고도 부르나, 삿갓나물(Paris verticillata)이라는 종이 따로 있으므로 주의해야 한다. 새순이 올라와서 잎이 채 벌어지기 전의 모양이 우산을 펼친 모양 같기도 하고 삿갓 모양 같기도 해서 얻은 이름들이다.

## 생태
산지의 응달에 무리 지어 자란다. 줄기 높이는 70~120 센티미터쯤 되며 가지가 갈라지지 않는다. 잎은 둥글고 지름 35-40 센티미터로 꽤 크며, 손바닥 모양으로 7-9개쯤 깊게 갈라진다. 낱 잎의 끝이 두 조각으로 갈라지고, 낱 잎마다 잎자루가 있으며, 가장자리에 톱니가 있다. 꽃은 6-9월에 피며 흰색이거나 연분홍색 두화 7-13개가 원뿔꽃차례를 이룬다. 열매는 수과이며, 관모는 연한 갈색이다.

## 쓰임새
예로부터 산나물로 즐겨 이용했다. 우산나물은 참나물처럼 향긋하면서특한 향기가 있다.

## 약효
풍으로 인한 마비를 풀어주고 , 관절 통증을 없애 주며, 피를 원활하게 순환시켜 주기도 하고, 부종을 내리며, 습을 제거하고, 해독의 효능을 가지고 있다. 임산부가 먹으면
낙태할 수 있으므로 먹지 말아야 한다.

## 사진

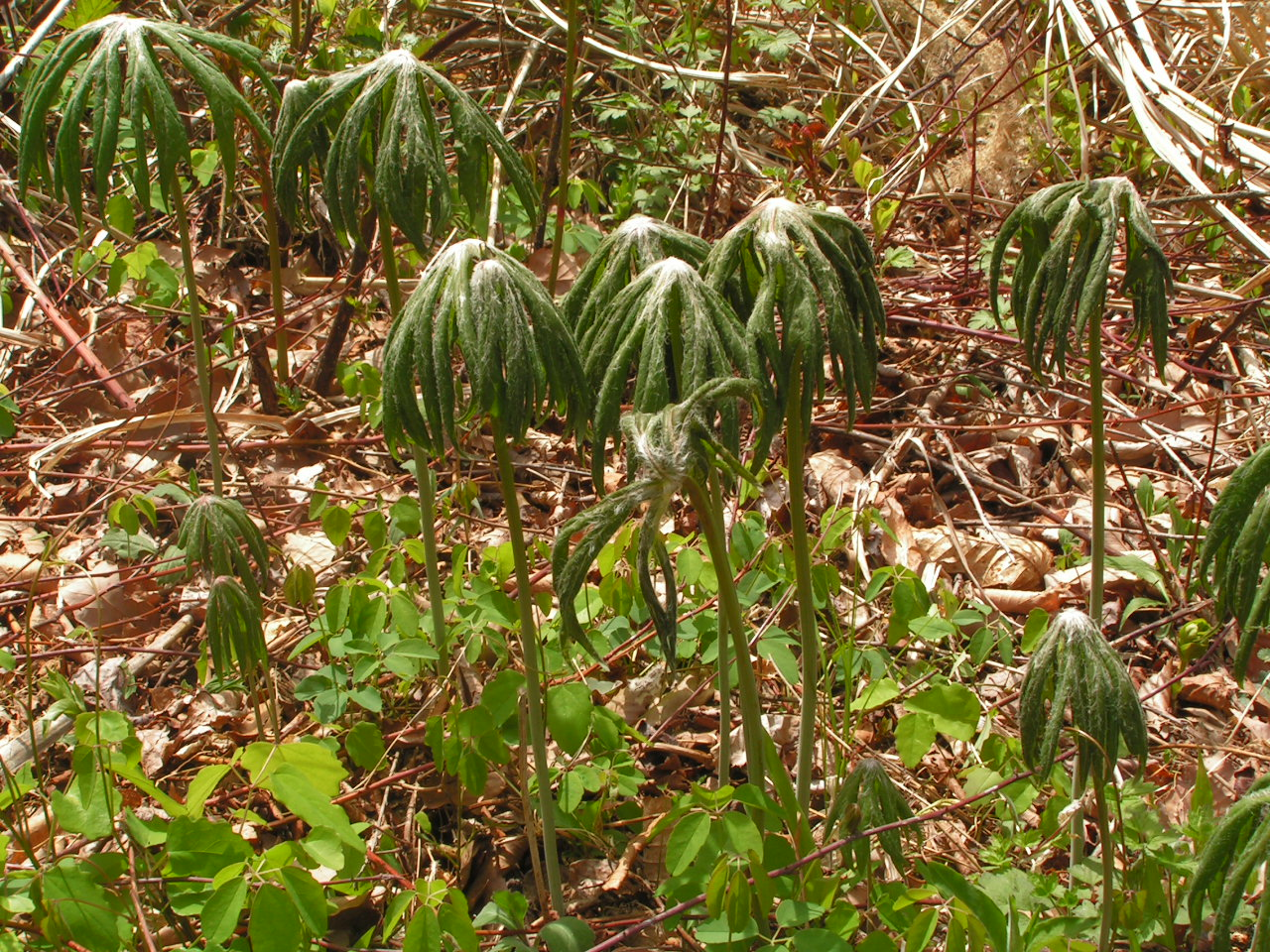
새순
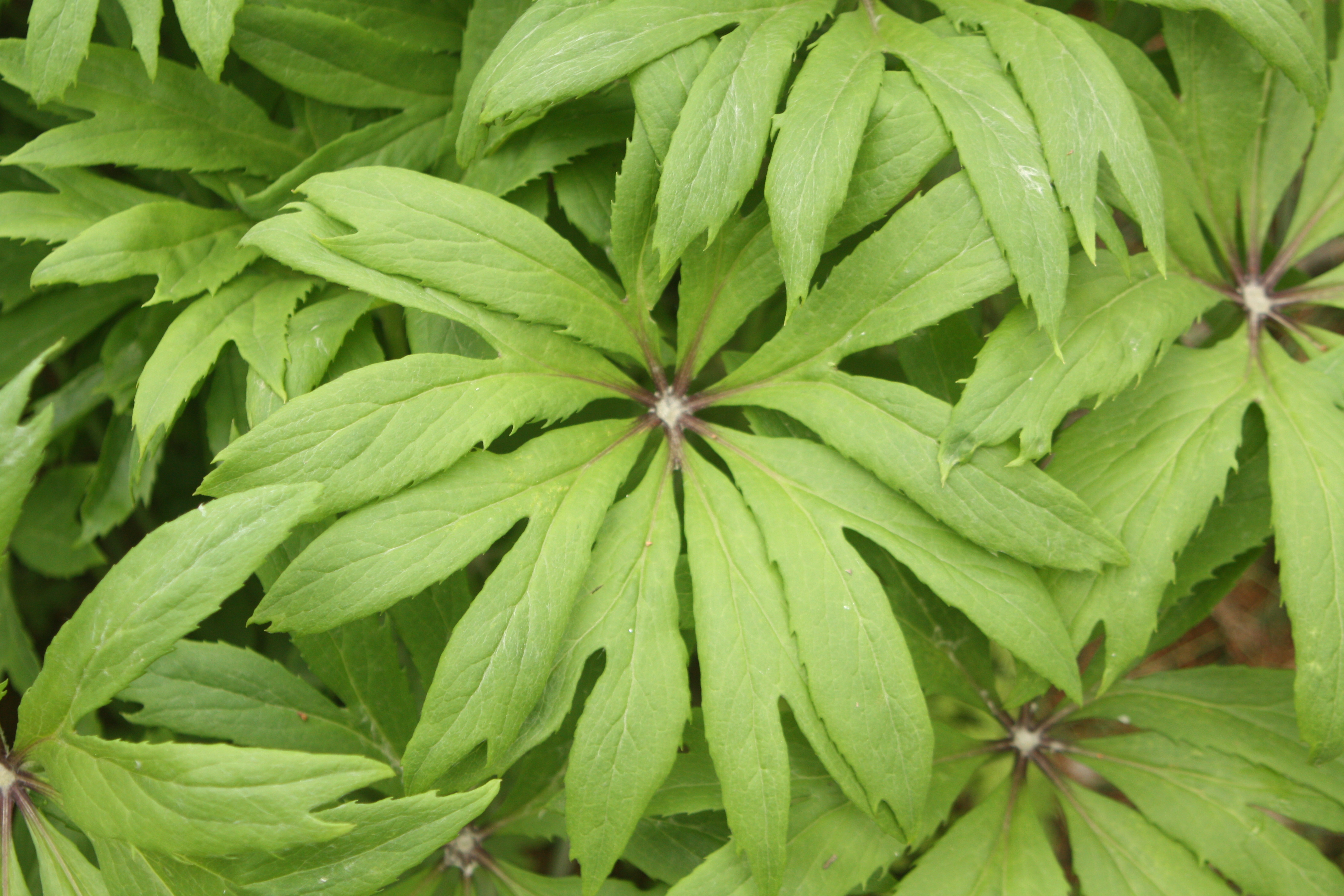
잎

## 참고 문헌
- 고경식; 김윤식 (1988). 《원색한국식물도감》. 아카데미서적.
- 풀베개 보관됨 2015-12-10 - 웨이백 머신